# MCDecaux

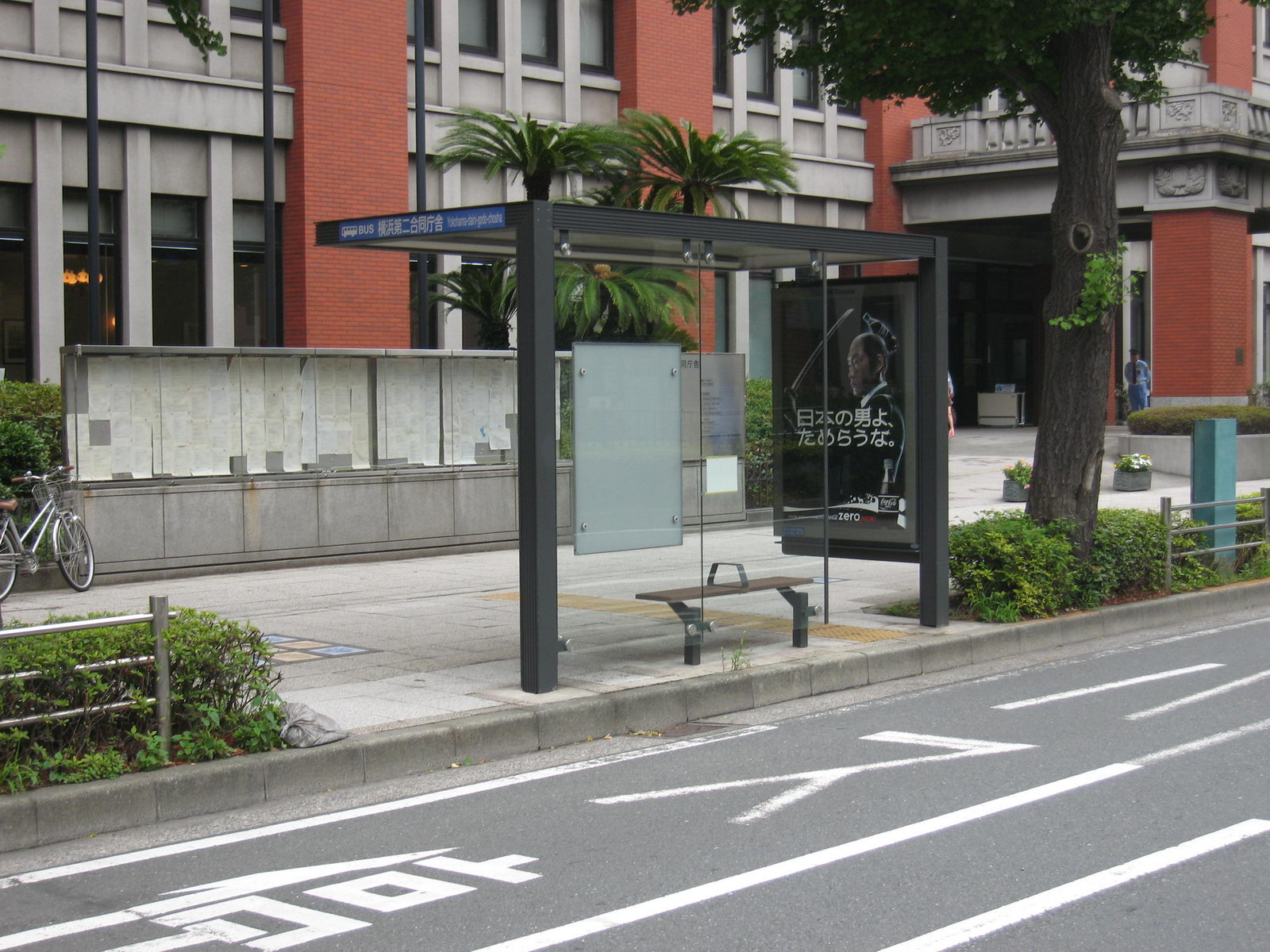
Image d'un panneau MCDecaux au Japon

MCDecaux, Inc. (エムシードゥコー株式会社 Emushīdukō Kabushiki Kaisha) est une agence de publicité japonaise. Elle est spécialisée dans le mobilier urbain et la communication extérieure.
MCDecaux a son siège dans le bâtiment Nishimoto Kosan Nishikicho (西本興産錦町ビル Nishimoto Kōsan Nishikichō Biru), Nishikichō, Chiyoda, Tōkyō.
MCDecaux est une coentreprise de JCDecaux et Mitsubishi Corporation. JCDecaux possède 85 % de la compagnie, et Mitsubishi possède 15%. En 2005, MCDecaux a gagné un contrat avec Ito Yokado.